# Čurlič
Čurlič je priimek v Sloveniji, ki ga je po podatkih Statističnega urada Republike Slovenije na dan 1. januarja 2010 uporabljalo 5 oseb in je med vsemi priimki po pogostosti uporabe uvrščen na 25.534. mesto.

## Znani nosilci priimka
- Ervin Čurlič, športni novinar